# Trichophaea bulbocrinita
Trichophaea bulbocrinita är en svampart som först beskrevs av William Phillips, och fick sitt nu gällande namn av Jean Louis Emile Boudier 1907. Trichophaea bulbocrinita ingår i släktet Trichophaea och familjen Pyronemataceae.   Inga underarter finns listade i Catalogue of Life.